# El Fluvià
El Fluvià és una masia de la Vall d'en Bas (Garrotxa) protegida com a bé cultural d'interès local. És un edifici civil orientat al nord amb teulada a dues vessants.

## Descripció
L'entrada forma una gran lliça de pedra treballada on hi ha un pou cisterna. Tot i que el material de construcció és molt pobre, no hi manquen detalls a l'exterior: dues galeries a la façana principal i una altra a l'angle de la façana dreta amb la posterior, de 7 arcades visibles des de la carretera de Girona a Olot (C-152).
Les façanes laterals estan reforçades amb uns petits contraforts. Al davant de la casa hi ha cabanes i quadres com a edificis auxiliars. El mas s'amplià al segle xviii, construint les voltes que es veuen actualment.

## Història
Antigament hi passava a frec el riu Fluvià, però un cataclisme o moviment sísmic entre 1105 i 1260 modificà el seu curs. Les primeres notícies daten de finals del segle xii. Era conegut com a "mansus de Fluviano" de Santi Privati de Basso. Documentada del 1248 fins aleshores, els habitants del mas tingueren una projecció social essent veguers, si bé al segle xvii van anar a viure a Olot. Els Miralles, militars de la reconquesta, eren batlles i tenien com a feu aquest mas.